# حديقة الصفا (دبي)
حديقة الصفا، حديقة حضرية عامة تقع بمدينة دبي بدولة الإمارات العربية المتحدة. مساحتها الكليّة 158.147 فدان (64 هكتار). تقع على بعد 10.53 كم (6.60 ميل) إلى الجنوب الغربي من مركز دبي على طول شارع الشيخ زايد. يحد الحديقة شارع الشيخ زايد، وشارع الوصل، شارع الحديقة، وشارع 55. كذلك هناك أربعة مداخل الحديقة، كل مدخل يطل على شارع من الشوارع التي تحد الحديقة.

## تاريخ الإنشاء
تم إنشاء الحديقة عام 1975 في ضواحي دبي. وقبل إنشائها، سكنت المنطقة من قبل المهاجرين غير الشرعيين من جنوب آسيا. كانوا يعيشون في منازل مؤقتة غير ممدودة بالمياه الجارية. قدمت حكومة دبي في وقت لاحق العفو للمهاجرين الغير الشريعيين لحاجة الحكومة لأيدي عاملة، مقابل طردهم من المنطقة المجاورة لإنشاء الحديقة.
بعد تسعة سنوات على إنشائها، قررت حكومة دبي إلى تجديد الحديقة سنة 1984. ومن ثم حدث تطوير آخر خلال عامي 1989 و1992. وشملت إعادة تطوير لأول مرة إضافة مرافق صحية وملعب مغطى. اليوم تقع حديقة الصفا تقريباً في وسط المدينة على بُعد 3.05 كم (1.90 ميل) من برج خليفة، و5.06 كم (3.14 ميل) من أبراج الإمارات، و6.27 كم (3.90 ميل) من مركز دبي التجاري العالمي. ونظراً للنمو السريع لناطحات السحاب في دبي، فهي تقريباً الآن على قرب كبير من حدود الحديقة.

## مرافق الحديقة

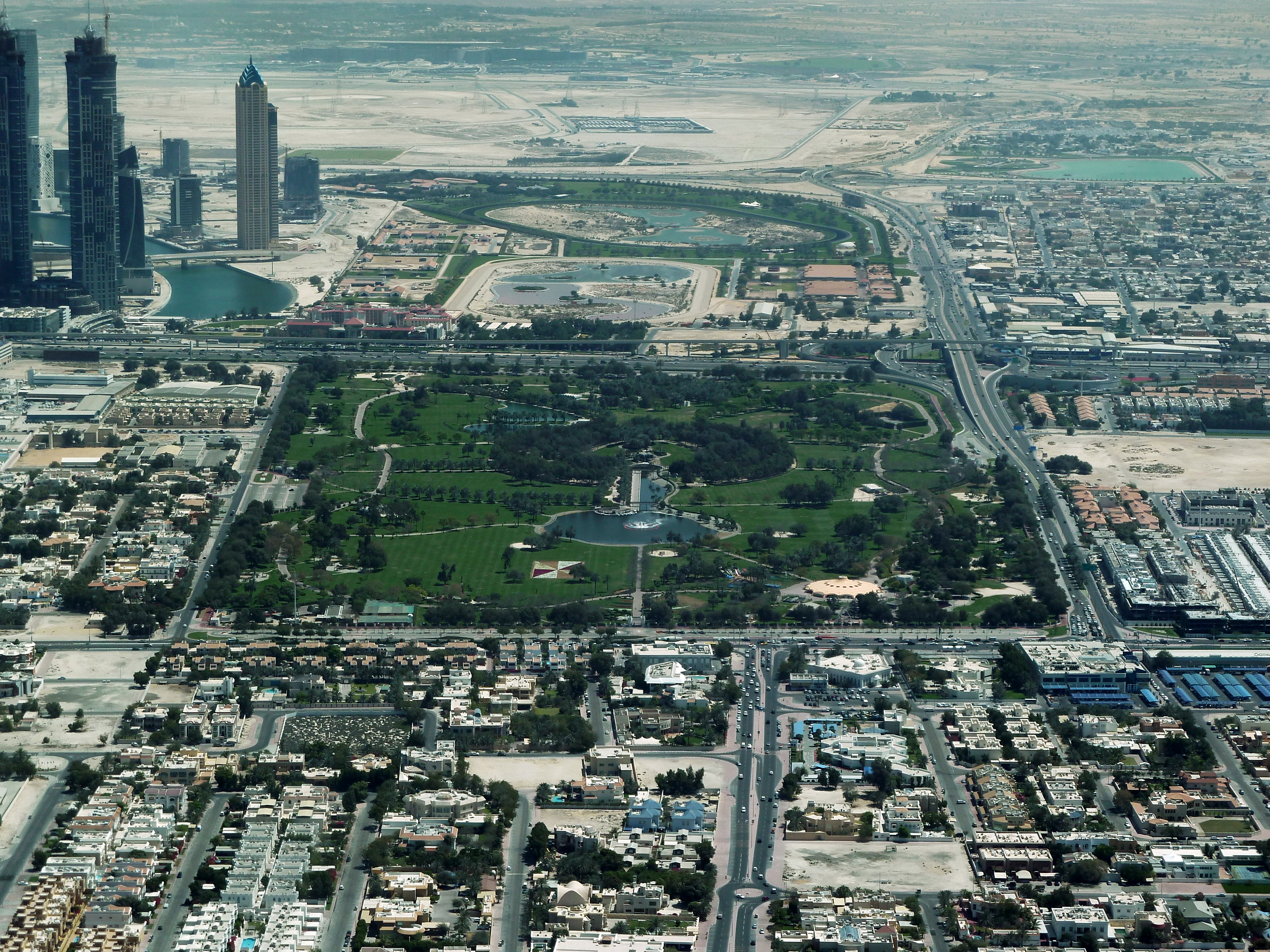
حديقة الصفا

الحديقة تحتوي على ثلاث بحيرات صناعية، وأكثر من 200 نوعاً مختلفاً من الطيور، و16924 نوعاً من الأشجار والشجيرات. يغطي المروج العشبية حوالي 80% من الحديقة، بجانب غابة صغيرة وتل له إطلالة بانورامية على الحديقة. أيضاً بها شلال يتدفق من التل وأكبر بحيرة تحتوي نافورة بجانب توافر جولات بالقوارب.
ومن المرافق أيضاً:
- حديقة صغيرة مخصصة للسيدات.
- منطقة للألعاب الإلكترونية.
- ملاعب رياضية خاصة برياضات: كرة السلة، وكرة القدم، والكرة الطائرة.
- مضمار رياضي.
- خدمات المرافق العامة.
- مصليات.
- تأجير الدراجات الهوائية.
- مناطق للرحلات الخلوية والشواء.
- مطاعم ومقاصف.
- قطار خاص بالحديقة.
- مسرح.
- تأجير قوارب.
- غطاء نباتي ومسطحات خضراء.
- مواقف سيارات مجانية لزوار الحديقة.